# Monel
Monel je družina zlitin niklja (do 65 %) in bakra z nekaj železa in drugih kovin v sledovih. Zlitino je ustvaril metalurg podjetja International Nickel Co. v začetku 20. stoletja. Prvo palico so odtisnili z imenom tedanjega predsednika podjetja, Ambrosea Monella in Monel patentirali leta 1906.  Pri registraciji blagovne znamke so izpustili en »l«, saj takratna pravila niso dovoljevala imenovanja blagovnih znamk po priimkih.
V primerjavi z bronom je Monel odpornejši na korozijo in organske kisline, tudi pri visokih temperaturah. Zaradi tega je bil, kljub visoki ceni, v 20. stoletju uporabljan v okoljih, ki so izpostavljena elementom, npr. na zunanjosti stavb in za predmete, ki se uporabljajo pod morsko gladino. Večje količine Monela so prvič uporabili v arhitekturi, za streho terminala ene od newyorških železniških postaj. V tehniki se uporablja med drugim za podvodne cevi, ventile, košare in žice. Nekatere zlitine so popolnoma nemagnetne in se uporabljajo za sidrne žice na minolovcih in za ohišja merilnikov magnetnega polja. Iz Monela so tudi značke ameriških vojakov iz druge svetovne vojne in kvalitetnejše basovske strune.